# Тоганас (Єгіндикольський район)
Тогана́с (каз. Тоғанас) — село у складі Єгіндикольського району Акмолинської області Казахстану. Входить до складу Узункольського сільського округу.
Населення — 149 осіб (2021; 244 у 2009, 350 у 1999, 438 у 1989).
Національний склад станом на 1989 рік:
- казахи — 100 %.

До 2010 року село називалося 30 літ Казахстана, у радянські часи також називалося Жанаконис.